# Vienna Challenger 1989
Il Vienna Challenger 1989 è stato un torneo di tennis facente parte della categoria ATP Challenger Series nell'ambito dell'ATP Challenger Series 1989. Il torneo si è giocato a Vienna in Austria dal 20 al 26 febbraio 1989 su campi in sintetico indoor.

## Vincitori

### Singolare
Omar Camporese ha battuto in finale  Nicklas Utgren con il punteggio di 6–4, 3–6, 6–3

### Doppio
Peter Nyborg /  Nicklas Utgren hanno battuto in finale  Ģirts Dzelde /  Goran Prpić con il punteggio di 6–4, 6–4